# Municipio 6 Rimertown
El municipio 6 Rimertown (en inglés: Township 6, Rimertown) es un municipio ubicado en el  condado de Cabarrus en el estado estadounidense de Carolina del Norte. En el año 2010 tenía una población de 2.636 habitantes.

## Geografía
El municipio 6 Rimertown se encuentra ubicado en las coordenadas 35°28′6.5″N 80°27′34.23″O / 35.468472, -80.4595083.